# Maître de forges
L’expression « maître de forges » fait référence au propriétaire et dirigeant d'établissement métallurgique de production de fer, de fonte ou d'acier.

## La naissance d'une industrie
En France, sous l'Ancien régime, les activités de sidérurgie, de mine et de verrerie pouvaient être exercées en grand[Quoi ?] par des nobles sans déroger.
Vers les années 1760-1780, le passage d'ateliers artisanaux de la petite métallurgie rurale à la dimension industrielle a donné naissance à des dynasties de maîtres de forges implantées dans les régions les plus propices à la production, où ces familles ont créé d'importantes cités industrielles.
Le contrôle de la production d'armement, dans une Europe occidentale en proie aux bouleversements de la fin du XIXe siècle, leur a assuré puissance et influence.
Grandes figures du patronat français : les Wendel à Hayange (en Moselle), Paul Barbe, les familles André, Châtel et Perrin à Cousances-aux-Forges (Meuse), Jean-Baptiste Charles Barbe à Liverdun, Dupont et Fould à Pompey (Meurthe-et-Moselle), les Schneider au Creusot (Saône-et-Loire), les Holzer à Unieux (Loire), les Martin à Fourchambault (Émile Martin et Pierre-Émile Martin), Claude Charles François Leblanc de Marnaval et les Grenouillet à Clavières (Indre) près de Châteauroux et les Frerejean à Pont-de-Vaux (Ain), les Marrel à Rive de Gier (Loire et Rhône). Elles comptent parmi les exemples particulièrement emblématiques de cette histoire.

## Un modèle social paternaliste
Les grandes cités industrielles construites de toutes pièces au XIXe siècle par les maîtres de forges se caractérisaient par une organisation intégrée cristallisant la hiérarchie sociale de l'entreprise. Un ensemble d'œuvres sociales destinées au personnel (logements, écoles, églises, services de soins, économats, caisses de secours…) visait à stabiliser et mettre au service de l'industrie un modèle social paternaliste assis sur le travail, la religion, la famille (l'entreprise étant elle-même projetée comme une vaste « famille » dont tous les membres seraient liés par un intérêt commun).

## Le Comité des Forges
Créé en 1864, le Comité des forges a regroupé les principaux maitres de forges français, leur permettant d'étendre leur sphère d'influence dans le monde des affaires, de la finance et de la politique.

## Littérature, cinéma
Le Maître de forges, roman de Georges Ohnet (1848-1918), est publié en 1884. Roman édifiant dans une veine sentimentale exempte de toute critique sociale, il a fait l'objet de plusieurs adaptations cinématographiques.